# Johann Georg Wieland

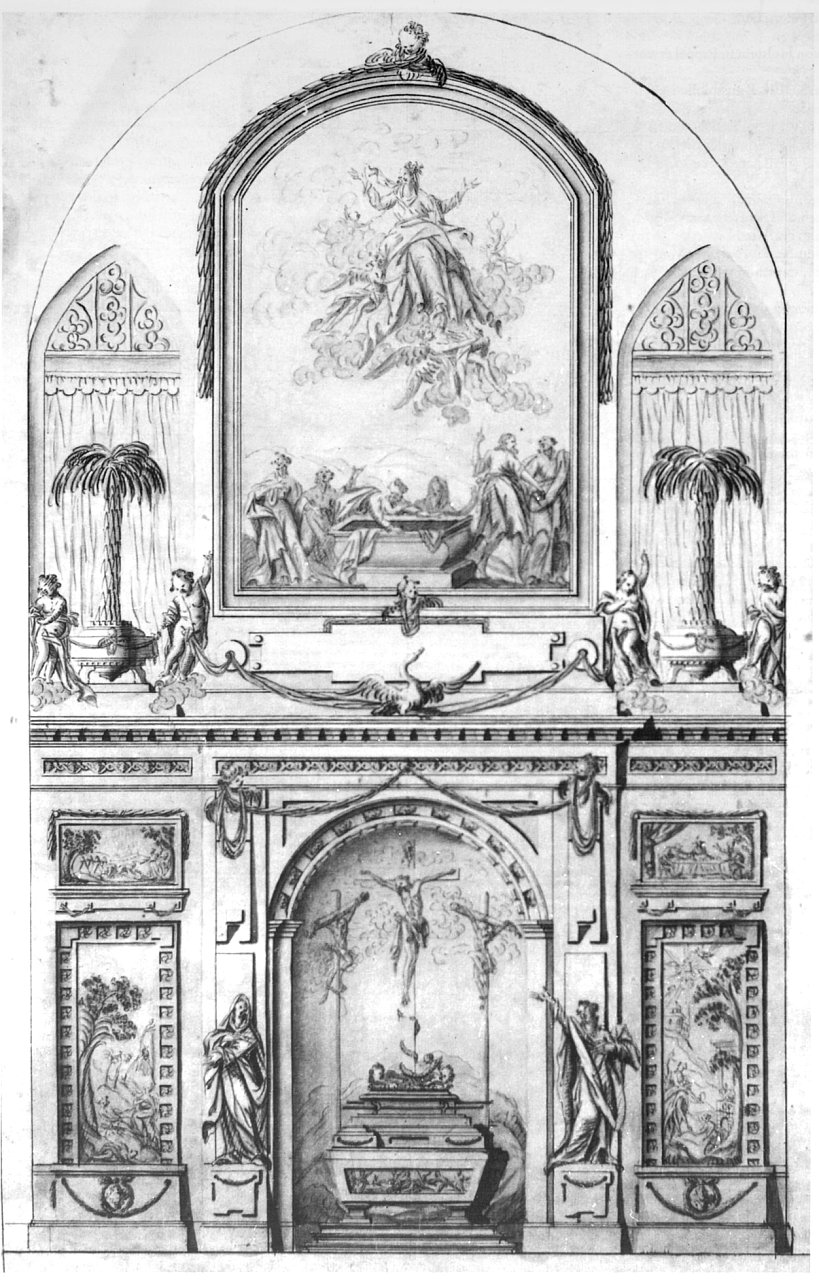
Wielands Entwurf für die Altarwand des Salemer Münsters

Johann Georg Wieland (* 1742 in Radolfzell (?); † 8. Februar 1802 in Mimmenhausen bei Salem) war ein deutscher Bildhauer und Stuckateur.

## Leben
Über Wielands Leben ist wenig bekannt. Vermutlich hat er seine Ausbildungs- und Gesellenzeit als Bildhauer in der Mimmenhausener Werkstatt des Rokoko-Bildhauers Josef Anton Feuchtmayer (1696–1770) absolviert. Wahrscheinlich setzte Feuchtmayer ihn auch als Erben ein. Nach dem Tod von Feuchtmayers Teilhaber Johann Georg Dirr (1723–1779) heiratete Wieland 1780 dessen einzige Tochter Maria Theresia (1756–1822) und übernahm die Werkstatt und wohnte dort mit seiner Familie. Wieland gilt als der künstlerisch eigenständigste von Feuchtmayers Nachfolgern, doch erreichte er nie dessen Popularität.

## Werk
Wieland arbeitete ab 1769 regelmäßig für die Reichsabtei Salem. Etwa um 1778 wird sein eigener Stil fassbar. Wieland orientierte sich wie auch sein Schwiegervater Dirr nicht mehr am Stil des Rokoko, für den ihr Lehrmeister Feuchtmayer berühmt war, sondern am französischen Klassizismus, vor allem an den Entwürfen von François de Neufforge. Seine klassizistischen, in einfachen geometrischen Formen gehaltenen Altäre im Salemer Münster gehören zu den bemerkenswertesten sakralen Kunstwerken dieser Epoche in Südwestdeutschland.
Von Wieland stammen unter anderem Dekorationen in der Salemer Klosterbibliothek und dem Fürstenzimmer. Sein mit der Salemer Ausstattung erlangter Ruhm brachte ihm Aufträge in der größeren Region: Als renommierter Altarbauer gestaltete er Altäre für die Klosterkirche Weißenau und die Pfarrkirche St. Maria Magdalena in Mühlheim an der Donau; ein weiterer, ursprünglich für die Pfarrkirche St. Leonhard in Salem geschaffener Hochaltar findet sich heute in der Pfarrkirche von Herdwangen. Wieland schuf auch ein Monument für Graf Hermann von Königsegg-Rothenfels in der Pfarrkirche St. Martin in Aulendorf (Oberschwaben), wo er auch den Marmorsaal des Schlosses dekorierte. Für die Pfarrkirche in Stühlingen fertigte er Pläne für die Altäre aus Alabaster, die der Bildhauer Johann Friedrich Vollmar ausführte.

## Archive
Im Generallandesarchiv Karlsruhe gibt es noch Akten (Akten Salem 98/1535 ff.) zum Werk von Wieland in Salem.